# Шаховской, Перфилий Иванович
Князь Перфилий (Порфилий) Иванович Шаховской (ум. 1696) — стряпчий, стольник, голова, воевода и окольничий во времена правления Алексея Михайловича, Фёдора Алексеевича, правительницы Софьи Алексеевны, Ивана V и Петра I Алексеевичей.
Из княжеского рода Шаховские. Младший сын князя Ивана Леонтьевича Шаховского Меньшого. Старшие братья — князья Захарий, Василий и Тимофей Ивановичи.

## Биография
В 1658 году пожалован в стряпчие. В 1668-1669 годах служил в Севске под начальством воеводы князя Г. С. Куракина.
В 1671 году П. И. Шаховской под командованием боярина князя Юрия Алексеевича Долгорукова участвовал в подавлении народного восстания под предводительством Степана Разина. В этом же году произведен в стольники.
В 1674-1682 годах находился на воеводстве в Туле. В 1682 году князь Перфилий Шаховской назначен головой в своем полку и отправлен, чтобы переписывать людей в Вятской области, откуда вернулся в Москву. В 1683 году ездил с Государями на богомолье в Троице-Сергиев монастырь. В 1686 году за службы пожалован придачей к поместному окладу в 600 четвертей земли и 89 рублей.
В 1689-1690 годах князь Перфилий Иванович Шаховской находился на воеводстве во Владимире. 29 июня 1690 года, в день именин царя Петра Алексеевича, пожалован в окольничие.
В 1691-1692 годах вместе с боярином князем М. Я. Черкасским служил судьей в Палате расправных дел. При царях Иване V и Петре I сорок девятый окольничий.

## Семья
От брака с неизвестной имел сына:
- Князь Иван Перфильевич Шаховской (1636—1716) — в 1671 году стольник царицы Натальи Кирилловны, в 1680 году пожалован в царские стольники, в 1682-1683 годах комнатный стольник царя Иоанна V Алексеевича, в 1703 году восемьдесят восьмой комнатный стольник Петра I Алексеевича, женат первым браком на неизвестной, вторым на Татьяне Фёдоровне Юсуповой урождённой Коркодиновой.